# Ajdovi žganci
El Ajdovi žganci (abreviado: zganci) es el plato tradicional de la cocina eslovena, es tan popular que tiene rango de comida nacional de Eslovenia. Se trata de una especie de plato con aspecto de puré que se emplea como acompañamiento. Está elaborado principalmente con harina de trigo sarraceno, cortezas de cerdo picadas ("ocvirki") que se incluyen sobre el puré al servirlo. El Ajdovi žganci se sirve como acompañamiento de los Obaras (otro plato tradicional esloveno), a las carnes, las salchichas, sauerkraut, morcilla, etc.